# Juignac
Juignac település Franciaországban, Charente megyében. Lakosainak száma 392 fő (2022. január 1.). Juignac Montignac-le-Coq, Pillac, Salles-Lavalette, Bors és Montmoreau községekkel határos.

## Népesség
A település népessége az elmúlt években az alábbi módon változott:
| Lakosok száma | 613  | 517  | 466  | 424  | 394  | 396  | 408  | 399  | 395  | 392  |
|               | 1968 | 1982 | 1990 | 2006 | 2013 | 2015 | 2017 | 2019 | 2020 | 2022 |